# Juan Carreño de Miranda
Juan Carreño de Miranda (Avilés, 1614. március 25. – Madrid 1685.október 3.) a barokk korszakának neves spanyol festője volt.

## Élete

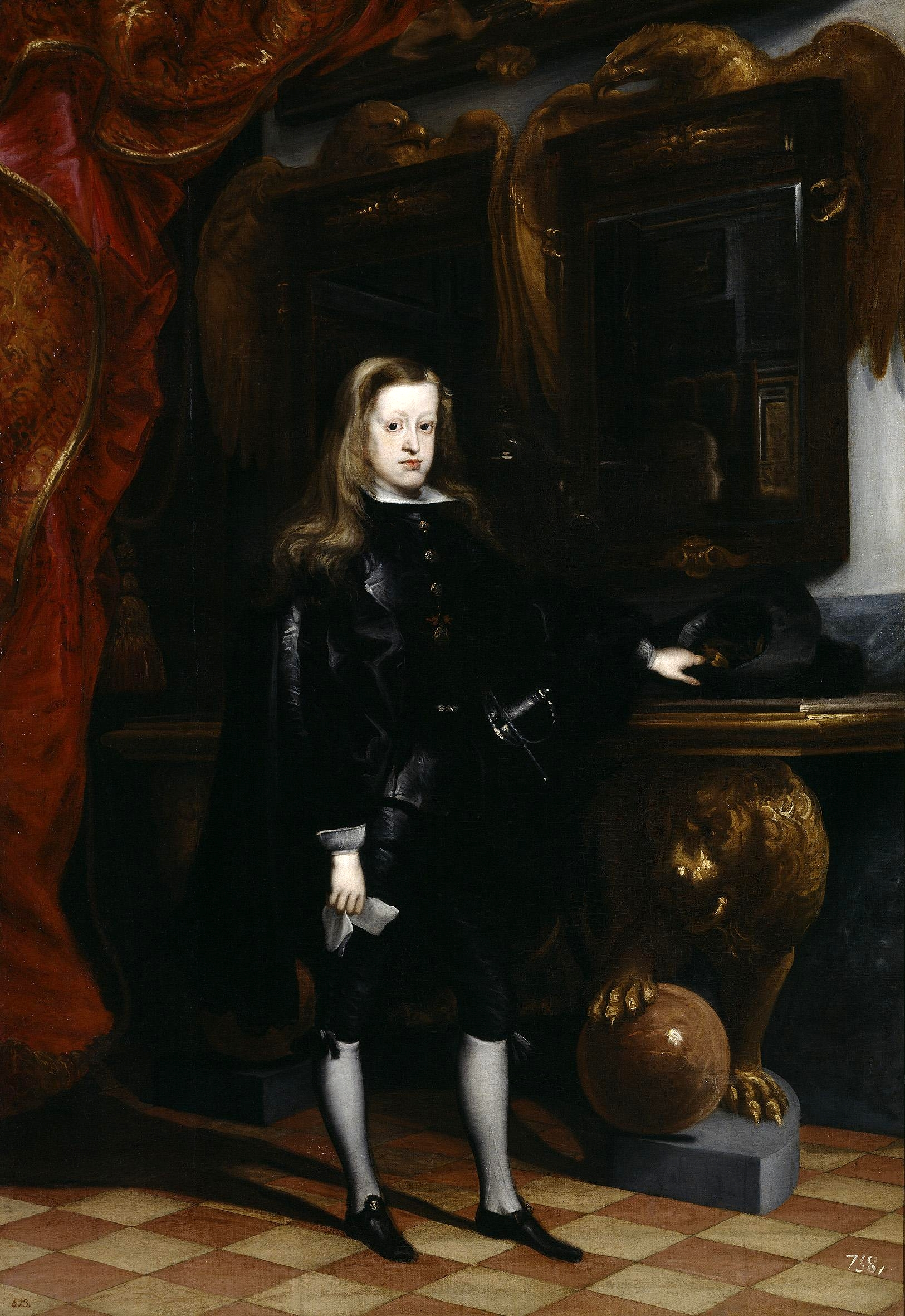
II. Károly spanyol király

Azonos nevű apja nemes volt és szintén festéssel foglalkozott. Családja 1623-ban Madridba költözött. Tanárai a 20-as évek végén Pedro de Las Cuevas és Bartolomé Roman voltak. Velázquez is hamarosan felfigyelt rá.
1678-ban felkérést kapott, hogy segédkezzen az Alcázar palota freskóinak elkészítésében.
1671-ben, Sebastián de Herrera halála után megkapta a királynő udvari festőjének állását és ezentúl főleg portrékat festett. Tanítványai voltak többek között Mateo Cerezo, Juan Martín Cabezalero, Donoso, és Ledesma y Sotomayor.

## Munkássága
Carreño művészetére nagy hatással voltak – az akkoriban spanyol fennhatóság alatt lévő – Németalföld festői, valamint Rubens, a velencei reneszánsz és különösen Velázquez.
Nemesi származása is segítette az udvar működésének, pszichológiájának megértésében és a portrék révén történő ábrázolásában. Arcképei addig ismeretlen dokumentatív erővel mutatták be a spanyol királyi család tagjait. Itt látható festménye a Habsburgok spanyol ágának utolsó uralkodójáról jól mutatja a több generáción át folytatott, közeli rokonok közötti házasodások miatt számos születési rendellenességtől szenvedő fiatalember tragédiáját.
Ez a kép, amely a Valenciennes-i Szépművészeti Múzeumban látható, az Alcázar híres tükörtermében (amely 1734-ben elpusztult) ábrázolja a 12 éves uralkodót. Carreño több változatban is megfestette ezt a portrét. Szinte azonos kép látható Berlinben, annak dátumozása 1673.